# (36090) 1999 RN100
1999 RN100 (asteroide 36090) é um asteroide da cintura principal. Possui uma excentricidade de 0.08345340 e uma inclinação de 9.35519º.
Este asteroide foi descoberto no dia 8 de setembro de 1999 por LINEAR em Socorro.